# Jansenismus
Der Jansenismus war eine besonders in Frankreich verbreitete Bewegung in der katholischen Kirche des 17. und 18. Jahrhunderts, die sich auf die Gnadenlehre des Augustinus berief und als häretisch verfolgt wurde.

## Anfänge

### Cornelius Jansen
Die im 17. Jahrhundert abwertend benutzte Bezeichnung Jansenismus bzw. Jansenisten geht auf Cornelius Jansen (1585–1638), den Bischof von Ypern, zurück. Sein 1640 posthum veröffentlichtes Buch Augustinus, sive doctrina Sti. Augustini de humanae naturae sanitate, aegritudine, medicina adversus pelagianos et massilienses (Augustinus, oder die Lehre des hl. Augustinus über Gesundheit, Krankheit und Medizin der menschlichen Natur gegen die Pelagianer und die Messalianer) greift auf die Heilslehre des Augustinus zurück und versteht sich als Rückbesinnung auf die ursprüngliche christliche Lehre. Jansen lehrte, dass der in Sünde gefallene Mensch keinen eigenen Einfluss auf seine Erlösung habe, auch nicht durch Mitwirkung in der göttlichen Gnade, sondern dem göttlichen Gnadenwillen völlig ausgeliefert sei. Im Zusammenhang mit der Darstellung der Lehre des Augustinus und seiner Abgrenzung von Pelagius verurteilte Jansen – wenn auch ohne direkte Namensnennung – eine zeitgenössische innerkirchliche Strömung als Semipelagianismus.
Mindestens genauso wichtig wie Cornelius Jansen war für die Entstehung der kirchlichen Reformbewegung der Abt von Saint-Cyran, Jean Duvergier de Hauranne, der bereits in den 1630er Jahren Augustins Prädestinationslehre predigte und zu wahrer Buße und einer rigorosen Moral aufrief.

### Port-Royal
Die durch Rückbesinnung auf Augustins Gnadenlehre entstandene moralisch-asketische kirchliche Erneuerungsbewegung fand schnell zahlreiche Anhänger in allen Volksschichten, gerade auch im Klerus. Ein Zentrum dieser Bewegung wurde durch Jean Duvergier das Kloster Port Royal des Champs nahe Versailles mit seiner reformfreudigen Äbtissin Angélique Arnauld. Im geistigen Umfeld dieses Klosters sammelten sich die sogenannten Messieurs de Port-Royal, gebildete Mitglieder der französischen Oberschicht, die Spiritualität mit anspruchsloser Lebensführung verbinden wollten, darunter viele französische Berühmtheiten wie Jean Racine, Blaise Pascal oder François de La Rochefoucauld und Antoine Arnauld, der Bruder der Äbtissin.

### Konflikt mit den Jesuiten
Die Rückbesinnung auf die Lehre von der zuvorkommenden Gnade führte zwangsläufig zur Auseinandersetzung mit dem in Frankreich mächtigen Jesuiten-Orden, der nach dem Schriften des Jesuiten Luis de Molina auch Parti moliniste genannt wurde. Jedem Leser von Jansens Augustinus musste klar sein, dass darin der sogenannte Molinismus, der bereits seit 1588 zum sogenannten Gnadenstreit mit den Dominikanern geführt hatte, wie auch die als laxe Moral verdächtige Kasuistik und der Probabilismus in die Kritik geriet. Die Jansenisten verurteilten die jesuitische Lehre, nach der die göttliche Gnade und die menschliche Willensfreiheit bei der Erlangung des Seelenheils zusammenwirkten. Sie nahmen auch Anstoß an der jesuitischen Lehrmeinung, für die zum Empfang der Sündenvergebung notwendige Reue reiche die Furcht vor göttlichen Strafen aus. Nach jansenistischer Auffassung entspringt wahre Buße aus der Liebe zu Gott und ist allein ein Geschenk der göttlichen Gnade. Im Gegensatz zu den Jesuiten, die den christlichen Glauben in der Welt in Verbindung mit barocken Frömmigkeitsformen proklamierten, forderten die Jansenisten ein an der Urgemeinde orientiertes einfaches, zurückgezogenes Leben.
Als eine der bedeutendsten antijesuitischen Schriften gilt das 1643 erschienene Buch Théologie morale des Jesuites.

### Verurteilung durch den Papst und Verfolgung durch den Staat

#### Die päpstlichen Bullen
Jansens Augustinus verbreitete sich schnell. Die Reaktion des kirchlichen Lehramts in Rom ließ nicht lange auf sich warten: Bereits 1642 verurteilt Papst Urban VIII. Jansens Augustinus in der päpstlichen Bulle In eminenti als Irrlehre – weil es ohne vorherige Einholung der päpstlichen Genehmigung gedruckt worden war und zudem Gedankengut des 1567 unter Pius V. verurteilten Michael Bajus (de Bay) enthielt. Diese Verurteilung wurde 1653 von Innozenz X. in der Bulle Cum occasione bekräftigt, die fünf Sätze aus Jansens Schrift als Häresie verdammte:
1. dass es Gebote gebe, die der Mensch ohne göttliche Unterstützung nicht halten könne;
2. dass der sündige Mensch der göttlichen Gnade nicht widerstehen könne;
3. dass der gefallene Mensch an seinem Heil nicht aus freiem Willen mitwirken könne;
4. dass der Semipelagianismus zu Recht lehre, die vorausgehende Gnade sei notwendig auch für den Glauben, aber zu Unrecht lehre, dass der gefallene Mensch aus freiem Willen diese Gnade akzeptieren oder zurückweisen könne;
5. dass es semipelagianisch sei zu behaupten, Christus sei für alle gestorben.

Die Jansenisten – insbesondere jene im Episkopat und an anderen einflussreichen Stellen, die aufgefordert wurden, sich den päpstlichen Entscheidungen zu unterwerfen – reagierten auf zwiespältige Art: Antoine Arnauld erklärte, man erkenne die Verurteilungen „de jure“ an, da die vom Papst verurteilten Sätze tatsächlich häretisch seien, jedoch nicht „de facto“, da die verurteilten Sätze nicht Jansens Lehren und somit denen des Kirchenlehrers Augustin entsprächen. 1656 wurde Arnauld wegen dieser Position zusammen mit zahlreichen anderen Theologen von der theologischen Fakultät der Sorbonne entlassen und als Häretiker verurteilt. Dabei erhielten sie Unterstützung durch die Bulle Ad Sanctam Beati Petri Sedem von Papst Alexander VII., die erneut die fünf Sätze – ausdrücklich „im Sinne von Jansenius“ – verdammte.

#### Verfolgung durch die französische Regierung
Auch die Regierenden sahen in der Bewegung eine Gefahr für die kirchliche Einheit Frankreichs, wodurch das Gottesgnadentum der Monarchie bedroht sei. Jansen und die streng katholischen Messieurs de Port-Royal hatten sich bereits in den 1630er Jahren die Feindschaft des Kardinalministers Richelieu zugezogen, da sie auch die Außenpolitik Frankreichs kritisierten, das sich im Dreißigjährigen Krieg und im Französisch-Spanischen Krieg mit protestantischen Mächten gegen die katholischen Habsburger verbündet hatte. Jean Duvergier war 1638 verhaftet worden und kurz nach seiner Freilassung 1643 verstorben. Dieser Protest und ab 1648 ihre Verbindung zur Opposition (Fronde) ließen die Jansenisten als Unruhestifter erscheinen. Die Ausbreitung der jansenistischen Lehre unter den französischen Bischöfen, im königsnahen Kloster Port-Royal sowie unter katholischen Intellektuellen – Blaise Pascal war bekennender Jansenist, seine autoritätskritische Anschauung einflussreich – erschienen dem französischen König als wachsende Gefahr.
Jules Mazarin führte nach 1642 die antijansenistische Politik seines Vorgängers Richelieu fort. 1660 wurde die Schule von Port-Royal geschlossen und das Kloster durfte keinen Novizen mehr aufnehmen. 1661 zwang Mazarin alle französischen Geistlichen und damit auch die Jansenisten von Port-Royal, Papst Alexanders Bulle zu unterzeichnen. Viele Jansenisten unterschrieben, andere verließen Frankreich. Doch sah Mazarin sich einer wachsenden öffentlichen Diskussion um die Freiheit des Gewissens und der Moral gegenüber, angeregt unter anderem durch Pascals Lettres provinciales, die dieser ab 1656 zur Unterstützung von Arnaulds Position publizierte. Zwar wurden diese Briefe verboten, jedoch führten sie zur Verdammung der jesuitischen Kasuistik und zeigten noch 100 Jahre später bei der Aufhebung des Jesuitenordens Wirkung.

## Ruhephase bis 1680
Mit der Übernahme der alleinigen Regierungsverantwortung durch Ludwig XIV. wurde es zunächst um die Jansenisten ruhiger, da der eher jansenistenfeindliche König zu Beginn des Krieges gegen Holland 1667 keine Konflikte im Reich wollte und Papst Clemens IX. ihn 1668 zum Einlenken bewegen konnte. Zu jener Zeit entstanden wichtige Werke projansenistischer Autoren wie Pascals Pensées oder Pasquier Quesnels Nouveau Testament en français avec des reflexions morales sur chaque verset, das sich in der Folgezeit als besonders einflussreich herausstellen sollte.

## Neue Repressionen
Ab 1680 sahen sich die Jansenisten vermehrter Repression ausgesetzt. König Ludwig XIV. hatte die Fronde noch in frischer Erinnerung und empfand diesen religiösen Aufbruch deshalb immer mehr als Gefahr für seine eigene Stellung als absoluter Monarch. Jansenisten wurden verfolgt, verhaftet oder flohen ins Exil. Pasquier Quesnel wurde 1703 in Brüssel verhaftet. 1705 verlangte die Bulle Vineam Domini innere Zustimmung zur Unterschrift unter den verurteilten fünf Sätzen. Dagegen erhob sich ein Sturm der Entrüstung aus dem Umkreis von Port-Royal. Der König reagierte mit äußerster Härte: 1710 ließ er die Nonnen vertreiben, 1713 wurde das Kloster niedergerissen.

### Die BulleUnigenitus Dei filiusvon 1713
Der König hatte vom Papst wiederholt neue Verurteilungsschreiben verlangt, aber erst 1713 kam Papst Clemens XI. seinem Wunsch nach. In der Bulle Unigenitus Dei Filius setzte er sich in 101 Punkten mit Quesnels Ansätzen auseinander und verurteilte die Jansenisten erneut. Damit gab er Ludwig XIV. ein mächtiges Instrument in die Hand.

### Appellanten und Akzeptanten
Die Zugehörigkeit zur katholischen Kirche bestimmte nunmehr die Akzeptanz der Bulle. Das führte zur Spaltung der Kirche in Appellanten und Akzeptanten. Zahlreiche Kleriker, darunter ein Kardinal und 18 Bischöfe, appellierten trotz Exkommunikation durch den Papst an ein Konzil. Unterstützt wurden sie dabei vom Parlement de Paris. Ihr Zentrum war die Sorbonne. Dort wurde eine einflussreiche Zeitung herausgegeben, die die breite Öffentlichkeit gegen die Bulle mobilisierte. Das Schisma hielt bis 1728 an, auch wenn die meisten Appellanten bereits 1719 Frankreich verließen und sich in Belgien und den Niederlanden niederließen, wo sich das Bistum Utrecht den Appellanten anschloss.

### Derparti janséniste
Der 91. Punkt der Bulle, in dem auf Wunsch des Königs die Exkommunikation durch den Papst im Falle des Festhaltens an den Lehren Jansens angedroht wurde, provozierte Auseinandersetzungen zwischen gallikanischen Bischöfen und dem Parlement einerseits und den Vertretern des Ultramontanismus andererseits und ließ das Jansenismusproblem von einem theologischen zu einem politischen Konflikt werden. Die Einmischung des Papstes in französische Belange sahen nicht nur die Jansenisten, sondern auch alle Vertreter des Gallikanismus als unzulässige Bevormundung durch den Papst. Sie bezogen sich u. a. auf Edmond Richers Werk De ecclesiastica et politica potestate libellus (1611), in dem dieser die katholische Hierarchie kritisierte und für eine Stärkung der Ortsgemeinden eintrat. Auch von dessen Anhängerschaft wussten sie sich unterstützt. Im Rahmen dieser verschiedenen religiösen Bewegungen entstand eine anti-elitäre Glaubensauffassung, die sich von den elitennahen Jesuiten und dem Einfluss Roms auf französische Belange abgrenzte und die Glaubensfreiheit propagierte. Spätestens jetzt, da die meisten Anhänger der religiösen Bewegung das Land verlassen hatten, entwickelte der Jansenismus sich zu einer politischen Partei, dem parti janséniste. Die Aktionen des Pariser Erzbischofs Christophe de Beaumont, eines radikalen Gegners der Jansenisten, lösten erhebliche Turbulenzen aus. Die Auseinandersetzungen der Parlemente mit König Ludwig XV., die sich fast durch seine gesamte Regierungszeit zogen, bereiteten den Boden für die Französische Revolution, wie der amerikanische Historiker Dale K. Van Kley und die französische Historikerin Catherine Maire in der letzten Zeit herausarbeiteten. Ein Erfolg des Jansenismus waren 1764 die antijesuitischen Maßnahmen der französischen Krone.
Eine auch von den jansenistischen Theologen kritisch gesehene Ausprägung des Jansenismus war die schwärmerische Sekte der Konvulsionäre von Saint-Médard, die sich um das Grab des verehrten, 1727 verstorbenen jansenistischen Priesters François de Pâris (1690–1727), eines Führers der Appellanten, scharte.

## Verhältnis zum Protestantismus
Der Jansenismus greift wie Martin Luther auf die Lehren des Augustinus von Hippo zurück. Wie Luther lehrten Jansen und seine Anhänger die Rechtfertigung allein aus Gnade und ohne Mitwirkung des menschlichen Willens und hielten am Sakrament der Beichte fest. Vom Empfang der Kommunion ohne vorherige Reinigung von den Sünden durch das Beichtsakrament rieten die Jansenisten, anders als die Jesuiten, ab – wie Jean Calvin aus Sorge, das Abendmahl unwürdig zu empfangen. Ihre Gegner bezichtigten sie deshalb der Nähe zum Calvinismus. Anders als die Protestanten lehnten die Jansenisten die Heiligenverehrung nicht ab.
Die streng moralische, verinnerlichte Frömmigkeit ähnelte dem sich etwa gleichzeitig in Deutschland verbreitetenden Pietismus.

## Wirkungsgeschichte
Außerhalb Frankreichs fasste der Jansenismus vor allem in Belgien und den Niederlanden Fuß, wohin seine Anhänger vor den Verfolgungen geflohen waren, und dort, wo besonderer Widerstand gegen die Jesuiten bestand. In Böhmen war der Reichsgraf Franz Anton von Sporck ein eifriger Verfechter des Jansenismus, was zu seiner von den Jesuiten betriebenen Verurteilung und Bestrafung durch den Kaiser führte.
Im 18. Jahrhundert ging er in anderen Strömungen wie der Aufklärung, insbesondere der katholischen Aufklärung, auf und verschwand im 19. Jahrhundert allmählich. Trotz der relativ kurzen Blütezeit des Jansenismus hat seine Anthropologie die französische Literatur bis heute nachhaltig geprägt. Das jansenistische Menschenbild und die jansenistische Gnadenlehre fanden auch in späteren Jahrhunderten ihre Anhänger und verquickten sich im 18. und 19. Jahrhundert mit dem Gallikanismus.
Die Alt-Katholische Kirche der Niederlande verdankt den Beginn ihrer Unabhängigkeit von Rom den Auseinandersetzungen um den Jansenismus. Sie hat den Vorwurf, jansenistische Lehren zu vertreten, stets vehement bestritten, hat sich jedoch von der jansenistischen Spiritualität und Ekklesiologie beeinflussen lassen.
Der Literaturwissenschaftler Jean Firges diagnostiziert bei jansenistischen Autoren wie Pascal, Racine (v. a. in Phèdre) und Madame de La Fayette eine markante Leibfeindlichkeit, die seiner Meinung nach im Katholizismus bis heute nachwirkt; er bezieht sich dabei u. a. auf seine eigene Biographie, seine Jugend in einem belgischen Kloster.

## Weitere nennenswerte Anhänger des Jansenismus
- Siehe auch: Kategorie:Person des Jansenismus
- Maria Theresia
- Arnold Geulincx
- Pasquier Quesnel
- Jacqueline Pascal, Schriftstellerin und Nonne.
- Charles Perrault
- Jacques Bénigne Bossuet
- Nikolaus Heyendal
- Louis Adrien Le Paige, jansenistischer Jurist
- Pierre Nicole, Logiker und Moraltheologe, insbes. Verfasser von umfangreichen rigorosen Moralschriften
- Antonius Triest (1577–1657), Bischof von Gent (Flandern), sympathisierte mit dem Jansenismus und wurde deswegen in 1653 durch Papst Innozenz X. vom Amt suspendiert
- Heinrich Franz Graf von Rottenhan (1738–1809), Oberst Burggraf zu Prag

Bei der Zuordnung ist Vorsicht geboten. Im aufgeheizten religiösen Klima des 17. Jahrhunderts war „Jansenismus“ ein Kampfbegriff. François Fénelon etwa geriet in den Verdacht, Jansenist zu sein, weil er sich während der Hugenottenmission nach Meinung seiner Kritiker zu nachsichtig gezeigt hatte. Theologisch war er einer der schärfsten Kritiker des Jansenismus.
Auch im Kulturkampf des späten 19. Jahrhunderts taucht Jansenismus wieder auf als Kampfbegriff gegen die Alt-Katholische Kirche der Niederlande. So bezeichnet z. B. die Deutsche Reichs-Zeitung (Untertitel: Organ für das katholische deutsche Volk) 1873 durchgehend den Bischof von Deventer als „jansenistisch“.